# Bein Sports (Francia)
beIN Sports es una red francesa de canales deportivos propiedad de Qatari Sports Investments (afiliado de beIN Media Group) y operada por Mediapro. Es la versión francesa de la red mundial de deportes beIN Sports.

## Historia
2011 fue el  primer año en que Al Jazeera Sport poseía los derechos de transmisión de algunos de los partidos de la liga francesa dentro de Francia y los derechos de comercialización completos para la liga francesa fuera de Francia.
El 5 de diciembre de 2011. la UEFA anunció en su sitio web que Al Jazeera Sport había adquirido los derechos de transmisión en Francia para la UEFA Champions League 2012-13.
Según el sitio web de la UEFA, cada temporada Al Jazeera Sport transmitiría 133 partidos en vivo a través de sus canales de televisión, internet y servicios móviles. La emisora también comprometió a una importante programación previa a la pretemporada y puntos destacados en los dos estilos técnicos de la Liga de Campeones de la UEFA.
El 11 de mayo de 2017, beIN Sports perdió sus derechos sobre la UEFA Champions League y la Europa League a favor de SFT Sports. Ese mismo año también perdieron todo su catálogo de derechos sobre el clasismo. En 2021, beIN Sports amplió sus derechos sobre LaLiga en Francia hasta 2024 y en ese año los renovó hasta 2027

## Derechos de transmisión
| Ligas nacionales - Ligue 1 (1/10 partidos por jornada) - Ligue 2 - LaLiga EA Sports - Serie A - Bundesliga - Primeira Liga - Football League Championship | Copas nacionales - Copa del Rey - Copa Italia - FA Cup / Copa de la Liga / FA Community Shield - Copa de Alemania / Supercopa de Alemania - Copa de Francia |

| Competiciones internacionales de clubes - UEFA Champions League - UEFA Europa League - Supercopa de Europa - Copa Libertadores de América - Copa Sudamericana - Recopa Sudamericana | Competiciones internacionales de selecciones - Copa América 2024 - Copa Mundial de Fútbol de 2022 - Copa de Oro de la Concacaf |